# C'è musica & musica
C'è musica & musica era un programma televisivo italiano di divulgazione culturale-musicale, ideato e condotto da Luciano Berio, in onda il martedì alle 21,15 sul Secondo canale  nel 1972. Con una nuova breve introduzione di Berio, nel 1976 il programma andò in replica al sabato sera dal 6 marzo al 12 giugno, sempre sulla Rete 2, alle 21 circa.

## Contenuti
Nel corso di 12 puntate vengono affrontate varie problematiche sul fare, pensare e scrivere musica, con esempi da Monteverdi ai Beatles, commentati da moltissime importanti personalità del mondo musicale europeo ed extraeuropeo.
(Luciano Berio)

## Distribuzione
Tutte le puntate sono state pubblicate nel 2013 da Feltrinelli in un cofanetto con libro allegato (Una polifonia di suoni e immagini, a cura di Angela Ida De Benedictis) in cui si possono leggere testimonianze e scritti di Luciano Berio, Umberto Eco, Michele Dall'Ongaro, Ulrich Mosch, Gianfranco Mingozzi e Vittoria Ottolenghi, seguiti dalle trascrizioni delle singole puntate approntate da Federica Di Gasbarro.

## Puntate
- Prima Puntata 22 Febbraio 1972: Ouverture
- Seconda Puntata: Due nell'orchestra
- Terza Puntata: Verso la scuola ideale
- Quarta Puntata: Recondita armonia
- Quinta Puntata: Mille e una voce
- Sesta Puntata: Non tanto per cantare
- Settima Puntata: Dentro l'Eroica
- Ottava Puntata: Fuga a più voci
- Nona Puntata: Nuovo Mondo
- Decima Puntata: Ballabile
- Undicesima Puntata: Come teatro
- Dodicesima e ultima Puntata 9 Maggio 1972: Rondò

## Personalità musicali coinvolte
- William Albright
- Gilbert Amy
- Milton Babbitt
- Elio Battaglia
- David Bedford
- Cathy Berberian
- Luciano Berio
- Leonard Bernstein
- William Bolcom
- André Boucourechliev
- Pierre Boulez
- Earle Brown
- Sylvano Bussotti
- John Cage
- Bruno Canino
- Cornelius Cardew
- Diego Carpitella
- Elliott Carter
- Paolo Castaldi
- Gianfranco Cecchele
- Aldo Clementi
- Aaron Copland
- David Cross
- Luigi Dallapiccola
- Franco Donatoni
- Giorgio Favaretto
- Franco Ferrarotti

- Lukas Foss
- Vinko Globokar
- Pietro Grossi
- Herbert Handt
- Hans Werner Henze
- Mauricio Kagel
- Mario Labroca
- Anthony Lewis
- György Ligeti
- Alan Lomax
- Bruno Maderna
- Andrea Mascagni
- Peter Maxwell Davies
- Gian Carlo Menotti
- Olivier Messiaen
- Janine Micheau
- Massimo Mila
- Darius Milhaud
- Aurel Milloss
- Carman Moore
- Luigi Nono
- Vittoria Ottolenghi
- Marcello Panni
- Krzysztof Penderecki
- Goffredo Petrassi
- Henri Pousseur
- David Raksin

- Guy Reibel
- Luigi Ricci
- Manuel Rosenthal
- Nicola Rossi-Lemeni
- Edoardo Sanguineti
- Piero Santi
- Pierre Schaeffer
- Lawrence Schönberg
- Bob Seeley
- Peter Serkin
- Leland Smith
- Karlheinz Stockhausen
- Morton Subotnick
- John Tavener
- Marjorie Thomas
- Michael Tippett
- Camillo Togni
- Mary Travers
- Guido Turchi
- Roman Vlad
- Klaus Wachsmann
- Tom Willis
- Iannis Xenakis
- Peter Yarrow
- Peter Zinovieff
- vari studenti